# 土井利勝
土井 利勝（どい としかつ）は、安土桃山時代から江戸時代初期の武将、譜代大名。江戸幕府の老中・大老。下総国小見川藩主、同佐倉藩主、同古河藩初代藩主。土井家宗家初代。徳川秀忠政権における老中として、絶大な権勢を誇った。その事績や資料については原念斎が編纂した『賢相野史』に詳しい。

## 生涯

### 出生
元亀4年（1573年）3月18日、水野信元の庶子として生まれる。母は葉佐田則勝（羽佐田則勝）の娘玉等院。兄に早世した水野十郎三郎、伊予松山藩に仕えた水野茂尾がおり、徳川家康の母方の従弟にあたる。
土井氏の系図には土井利昌（小左衛門正利）の実子という説もある。
また、家康の落胤という説もある（後述）。
天正3年（1575年）、父・信元が佐久間信盛の讒言で、家康やその同盟者で信盛の主君である織田信長と敵対していた武田勝頼旗下武将秋山信友と内通したという嫌疑（秋山が占領していた岩村城への水野領からの兵糧売却）をかけられ、三河国の大樹寺（愛知県岡崎市鴨田町字広元）において信長の命を受けた家康配下の平岩親吉によって殺害されると、家康の計らいで土井利昌の養子になった。利昌には実子で長男の元政（甚三郎）がいたが、それを差し置いて利勝が家督を継いでいる。

### 江戸幕府開府まで
天正7年（1579年）4月に徳川秀忠が生まれると、7歳にして安藤重信や青山忠成と共に秀忠の傅役を命じられた。役料は200俵であった。豊臣政権下での家康の関東転封後の天正19年（1591年）、相模国に領地1,000石を得る。慶長5年（1600年）9月の関ヶ原の戦いの際には、利勝は秀忠に従って別働隊となり、江戸から中山道を通って西へ向かった。しかし信濃上田城の真田昌幸を攻めあぐみ、関ヶ原の決戦にはついに間に合わなかったものの、戦後に500石を加増されている。 
慶長6年（1601年）に徒頭に任じられ、慶長7年（1602年）12月28日に1万石を領して諸侯に列し、下総国小見川藩主となった。

### 家康・秀忠時代
慶長9年（1604年）、李氏朝鮮より正使・呂祐吉以下の使節が来日するとその事務を総括した。慶長10年（1605年）4月、秀忠が上洛して後陽成天皇より征夷大将軍に任ぜられると、随行していた利勝も4月29日に従五位下・大炊頭に叙位・任官し、以後は秀忠の側近としての地位を固めていった。 
慶長13年（1608年）には浄土宗と日蓮宗の論争（慶長宗論）に裁断を下して政治的手腕を見せ、慶長15年（1610年）1月、下総国佐倉3万2,000石に加増移封となった。10月に本多忠勝が死去すると、家康の命令により12月1日に秀忠付の老中に任じられた。慶長17年（1612年）に4万5,000石に加増される。
慶長20年（1615年）、大坂の陣が起こると利勝は秀忠付として従軍し、豊臣氏滅亡後、秀忠より猿毛柄の槍を贈られ、さらに6万2,500石に所領を加増された。夏には青山忠俊（忠成の次男）、酒井忠世と共に徳川家光の傅役を命じられた。元和2年（1616年）、秀忠の命で一国一城令と武家諸法度（13条）を制定した。これにより戦国時代は完全に終わりを告げ、諸大名は幕藩体制に組み込まれることとなった。4月に家康が死去すると、久能山に葬られる際には利勝がその一切の事務を総括した。
元和8年（1622年）、家康の側近として辣腕を振るった本多正純が失脚した。背景に利勝の策動を指摘する声もある。正純の失脚によって、利勝は「名実ともに幕府の最高権力者」となった。

### 家光時代
元和9年（1623年）、秀忠は将軍職を家光に譲った。将軍交代の際には側近も変わるのが通常であるが、利勝はこの後も青山忠俊、酒井忠世と共に家光を助け、幕政に辣腕を振るっていく。寛永2年（1625年）に14万2,000石に加増された。
寛永10年（1633年）4月7日、下総国古河16万2000石に加増移封される。寛永12年（1635年）、武家諸法度に参勤交代を組み込むなど19条に増やして大改訂し、幕府の支配体制を確定した。政権が家光に移ってほどなく、徳川忠長と加藤忠広が改易された。家光と内密に謀を巡らせた利勝がわざと家光との不仲を装い、謀反の旨をつづった文を諸大名に回したところ、他の諸大名はこれを即座に家光に提出したが、忠広と忠長だけは提出しなかったことが改易の契機になったという話がある。
なお、利勝の妹が忠長の乳母であったという説もあり、乳母コネクションを重視する作家・永井路子は、忠長派と見なされてもやむをえない立場にあった利勝と家光との間に一種の暗闘と妥協があったと見ており、この事件後に利勝は徐々に政治の実権から遠ざかったとしている。
寛永13年（1636年）、それまでの永楽通宝など明銭に頼っていた通貨制度を一新し、寛永通宝の鋳造を柱とする新通貨制度を制定した。寛永通宝は明治時代の中頃まで流通していたという。
寛永14年（1637年）頃から中風を病むようになり、病気を理由に老中辞任を申し出るが、家光より慰留されて撤回する。寛永15年（1638年）11月7日、体調を気遣った家光の計らいにより、実務を離れて大老となり、事実上の名誉職のみの立場となった。
寛永21年（1644年）6月に病床に臥し、将軍代参の見舞いを受けるなどしたが、7月10日に死去した。享年72。跡を長男の土井利隆が継いだ。

## 人物・逸話
土井利勝と同じく、江戸時代初期に幕僚として活躍した人物には優れた人物が大勢いたが、なかんずく、利勝は公正さを重んじたと評される。
- 秀忠が家督を家光に譲ることを利勝を経由して家臣達に申し渡したとき、井伊直孝一人が不安な様子を見せていた。利勝は直孝を白書院へと連れてゆき理由を問いただした。直孝は、大坂の陣などで諸大名の財政が逼迫しているのにさらに将軍が隠居すれば、祝儀などにより金を使うことになり、民を虐げることにもなると危惧していた。それを聞いた利勝は、直孝の懸念を秀忠に伝えた。直孝の強い直言もあって秀忠も納得し、翌年の秀忠隠居は取りやめとなった[9]。
- 将軍・家光が増上寺へ参拝へ向かおうとしていた時、櫓の白壁が欠損していることに気づいた。家光は松平信綱に修繕を命令したが、修繕は困難であった。そこで信綱は、他の櫓の戸を外し、壊れた部分に一時的に当てることによって修復したように見せかけようとしたが、利勝は、それは姑息なごまかしに過ぎず、無理であれば無理であると率直に言上すべきであると信綱を叱責した[10]。
- 利勝は、最上義俊が最上騒動で改易されて浪人となった際、義光以来の重臣・鮭延秀綱の身柄を預かると、のちに召抱えて5,000石もの高禄を与えた。しかし秀綱はこの5,000石を自分の家臣14人に公平に与えて自らは無禄の客分となり、その14家へ日々順に転々として寄宿し、余生を過ごした。その14名は土井家では中級の家士に取り立てられ、大半の家は幕末まで続くことになるが、鮭延の没後、その恩顧に報いるべく古河に鮭延寺を建立して供養に努めた。
- 幕府の実力者として諸藩より評価されており、依頼を受けた場合は幕藩関係で事前の根回しや指南を行う取次の老中となって、その藩の指導を行った。

### 落胤説
利勝には家康の落胤という説がある。井川春良が著した『視聴草』には家康の隠し子であることが書かれている他、徳川家の公式記録である『徳川実紀』にも説が紹介されている。この説によると、利勝は幼少時から家康の鷹狩りに随行することを許されるなど（土井家は三河譜代の家臣ではない）、破格の寵愛を受けていたためである。また当時、家康は正室の築山殿との仲が冷え切っており、そのために築山殿の悋気を恐れて他の女性に密かに手を出して利勝が生まれた、という可能性も否定できないところがある（ただし、家康と築山殿の関係がいつ頃から悪化したのかについても諸説あり、良好であったからこそ利勝の存在を表沙汰にしたくはなかったという解釈も可能である）。森銑三は、父とされる信元と家康の性格を比較した時、短慮であった信元よりも、思慮深い家康の方が利勝の性格と共通する要素が深いと考察している。
土井宗家8代当主の土井利里が編纂させた『土井系図』（国立国会図書館蔵）も「実家康君之御子也」と記している。土井系図や土井家史料を研究した古河の郷土史家・早川和見によると、利勝生誕の折に家康が下賜した朱印状付き短刀が土井家に伝来していたという。利勝は土井家の父母を没後も篤く弔い、出世するたびに立派な法名に改めるなどしていた。           
なお、利勝自身は落胤と噂されることを大変嫌っていたと伝わる。

## 系譜
父母
- 水野信元（実父）
- 土井利昌（養父）

正室
- 松平近清の娘

側室
- 栄福院 - 駒井氏
- 松花院
- 正樹院 - 中村氏

子女
- 土井利隆（長男） 生母は栄福院（側室）
- 土井勝政（次男） 生母は栄福院
- 土井利長（三男） 生母は松花院（側室）
- 土井利房（四男） 生母は正樹院（側室）
- 土井利直（五男） 生母は栄福院
- 勝（長女） - 生駒高俊正室、生母は正室
- 娘（次女） - 仙石政俊婚約者
- 種（三女） - 堀直次正室
- 兼（四女） - 那須資弥正室
- 戌（五女） - 井上吉政室
- 万（六女） - 松平頼重正室、生母は栄福院

## 年表
- 元亀4年（1573年）3月18日、誕生。
- 天正7年（1579年）、徳川秀忠の傅役となる。
- 慶長5年（1600年）、関ヶ原へ出陣するも間に合わず。
- 慶長7年（1602年）12月28日、下総小見川1万石の大名となる。
- 慶長8年（1603年）、江戸城神田橋内に屋敷を拝領する。
- 慶長13年（1608年）12月、1万石加増される。
- 慶長15年（1610年）
  - 1月、下総佐倉3万2000石に加増転封される。
  - 8月3日、老中となる（『寛政重修諸家譜』。『柳営補任』によると老中就任は元和9年9月）
- 慶長17年（1612年）、4万5000石に加増される。
- 慶長20年（1615年）閏6月21日、6万5000石に加増される。
- 寛永2年（1625年）9月2日、14万2000石に加増される。
- 寛永10年（1633年）4月7日、16万2000石をもって下総国古河城主となる。
- 寛永15年（1638年）11月7日、大老就任。
- 寛永21年（1644年）7月10日、大老在職のまま没。

## 主な登場作品
NHK大河ドラマ
- 『春の坂道』（1971年、演：江守徹）
- 『徳川家康』（1983年、演：木村四郎）
- 『独眼竜政宗』（1987年、演：遠藤征慈）
- 『春日局』（1989年、演：中条きよし）
- 『葵 徳川三代』（2000年、演：林隆三）

その他のテレビドラマ
- 『天下騒乱〜徳川三代の陰謀』（テレビ東京新春ワイド時代劇、2006年1月2日、演：西田敏行） - 利勝を中心に徳川三代の時代における政争が描かれた作品。この作品では利勝を家康の落胤として描いている。

映画
- 『柳生一族の陰謀』（1978年、演：芦田伸介） - 三代将軍争いが秀忠の死と同時に始まるなど史実を大幅に脚色した映画であり、利勝も忠長派の総帥として暗殺合戦の陣頭指揮をとり、自らも暗殺される物語となっている。

小説
- 『忍びの卍』（山田風太郎）